# Большое Стромилово
Большое Стромилово — деревня в Волоколамском районе Московской области России. Относится к Теряевскому сельскому поселению, до муниципальной реформы 2006 года относилась к Теряевскому сельскому округу.

## Название
Впервые упоминается в грамоте 1497 года как деревня Стромилово. Название происходит от личного имени Стромило.

## География
Деревня Большое Стромилово расположена рядом с автодорогой Р107 Клин — Лотошино примерно в 16 км к северо-востоку от города Волоколамска. Ближайшие населённые пункты — деревня Малое Стромилово и село Теряево. Неподалёку от деревни протекает река Большая Сестра (бассейн Иваньковского водохранилища). В деревне три улицы — Монастырская, Ольховая и Полевой переулок. Восточнее деревни находится Иосифо-Волоцкий монастырь.

## Население
| 1852 | 1859 | 1899 | 1926 | 2002 | 2006 |
| ---- | ---- | ---- | ---- | ---- | ---- |
| 155  | ↗176 | ↗293 | ↘256 | ↘33  | ↘31  |
| 2010 |      |      |      |      |      |
| ↘26  |      |      |      |      |      |

## История
В «Списке населённых мест» 1862 года Стромилово большое — казённая деревня 2-го стана Волоколамского уезда Московской губернии по левую сторону Клинского тракта (из Волоколамска), в 17 верстах от уездного города, при колодцах, безымянных ручьях и прудах, с 23 дворами и 176 жителями (76 мужчин, 100 женщин).
По данным на 1890 год входила в состав Буйгородской волости Волоколамского уезда, число душ мужского пола составляло 78 человек.
В 1913 году — 53 двора.
По материалам Всесоюзной переписи населения 1926 года — центр Больше-Стромиловского сельсовета Буйгородской волости, проживало 256 жителей (111 мужчин, 145 женщин), насчитывалось 53 хозяйства, среди которых крестьянских — 52.
С 1929 года — населённый пункт в составе Волоколамского района Московской области.